# Eupithecia vesiculata
Eupithecia vesiculata là một loài bướm đêm trong họ Geometridae.